# Lot 93 z Newark
Lot 93 z Newark (ang. Flight 93) – amerykański telewizyjny film sensacyjny z 2006 roku w reżyserii Petera Markle’a. Film poświęcony pamięci pasażerów i załogi lotu United Airlines 93, którzy zginęli próbując odbić samolot z rąk terrorystów.

## Fabuła
11 września 2001 roku 44 pasażerów wchodzi na pokład samolotu United Airlines. Tuż po starcie porywacze terroryzują całą załogę i przejmują kontrolę nad maszyną. Przerażeni ludzie postanawiają zapobiec tragedii. Czterech mężczyzn – Tom (Jeffrey Nordling), Todd (Brennan Elliott), Mark (Ty Olsson) i Jeremy (Colin Grazer) – obmyśla plan powstrzymania napastników.

## Obsada
- Jeffrey Nordling – Tom Burnett
- Brennan Elliott – Todd Beamer
- Ty Olsson – Mark Bingham
- Colin Grazer – Jeremy Glick
- Kendall Cross – Deena Burnett
- Monnae Michaell – Lisa Jefferson
- Marilyn Norry – Alice Hogland
- April Telek – Lyz Glick
- Patricia Harras – Sandy Bradshaw